# Rokkaku Yoshisuke
Rokkaku Yoshisuke est un nom japonais traditionnel ; le nom de famille (ou le nom d'école), Rokkaku, précède donc le prénom (ou le nom d'artiste).
Rokkaku Yoshisuke (六角義介, mort le 14 novembre 1612) est le fils de Rokkaku Yoshikata. Après 1562, il prend en charge l'administration du domaine de Namazue que possède son père dans la province d'Ōmi.
Au cours de l'époque Sengoku, la culture sociale et juridique du Japon évolue indépendamment de l'histoire bien connue des séries de batailles et d'escarmouches armées. Un certain nombre de daimyos progressistes promulguent de façon indépendante des codes de conduite à appliquer dans un han ou un domaine spécifique. Peu d'exemples de ces codes de droit rédigés par des daimyos ont survécu mais le cadre juridique ménagé par le clan Rokkaku reste parmi le petit nombre de documents qui peuvent encore être étudiés. En 1567 est promulgué le Rokkaku-shi shikimoku.
En 1572, Namazue est assiégé et défait par les forces d'Oda Nobunaga emmenées par Shibata Katsuie.
Une succession de défaites à la fin des années 1560 et au début des années 1570 signifie la fin de l'indépendance du clan Rokkaku qui devient vassal d'Oda Nobunaga.
Yoshisuke est plus tard au service de Tokugawa Ieyasu, un ancien général de Nobunaga. Au cours de l'époque d'Edo, ses descendants font partie des kōke.

## Source de la traduction
- (en) Cet article est partiellement ou en totalité issu de l’article de Wikipédia en anglais intitulé « Rokkaku Yoshisuke » (voir la liste des auteurs).